# Kevin Lyman

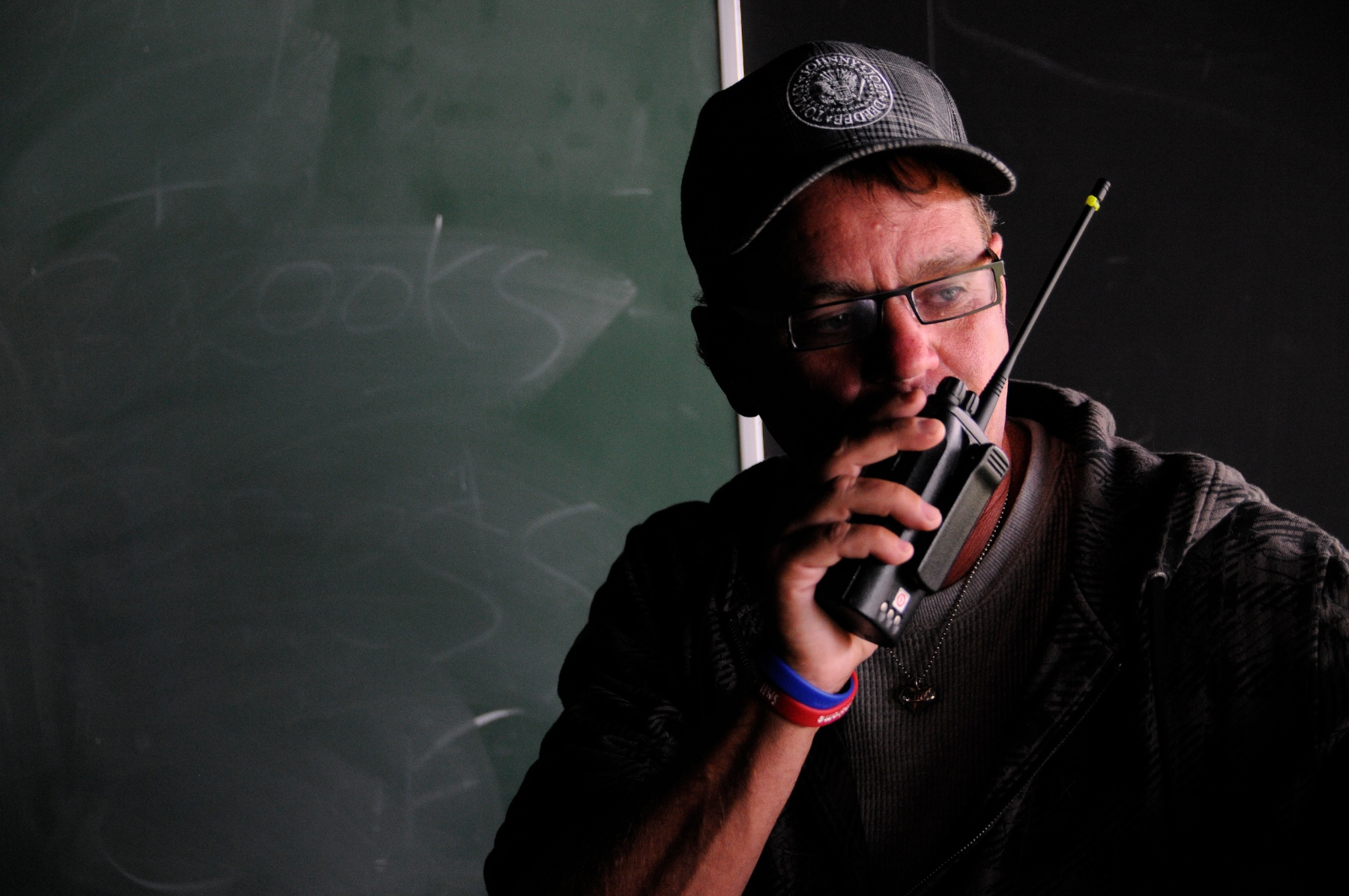
Kevin Lyman

Kevin Lyman (* 5. April 1961 in Fairmont, Kalifornien) ist ein US-amerikanischer Event-Manager. Er ist Gründer der Warped Tour.

## Leben
Der am 5. April 1961 geborene Lyman wuchs im kalifornischen Fairmont auf. Bereits zu seiner Zeit an der Highschool zeigte er sich für das Planen von Events verantwortlich. Mit den Einnahmen aus diesen Veranstaltungen versuchte er der schulinternen Ski-Mannschaft, dem er ebenfalls angehörte, finanziell unter die Arme zu greifen. Bis zu seinem Examen an der California State Polytechnic University in Pomona im Jahr 1984 leitete Lyman zudem Sommercamps und ein Fitnesscamp für Mädchen auf Hawaii. Er ist verheiratet und hat zwei Töchter.

## Karriere
Lymans Karriere als Eventmanager begann Anfang der 1990er-Jahre, als er sich im legendären Fender's Ballroom – welcher nach einem Molotow-Anschlag eines wütenden Nachbarn des Veranstaltungszentrums geschlossen werden musste – für das Bühnenmanagement verantwortlich zeigte. Nach einer kurzlebigen Tätigkeit bei Goldenvoice, war er Mitgründer des Lollapalooza, wo er zwischen 1991 und 1994 auch dem Organisationsteam angehörte. Bereits zu seiner Zeit an der Universität fand er seine Liebe zum Eventmanagement. Er veranstaltete zusammen mit dem späteren Coachella-Gründer Paul Tollett, dessen Bruder Perry und Skip Paige erstmals kleinere Konzerte und Partys.
Im darauffolgenden Jahr plante und organisierte Lyman die erste Austragung der Warped Tour, bei der Gruppen wie L7, Seawind, Sublime und No Doubt auftraten. Er erzählte in einem Interview, dass das Konzept die Besucher verwirrt habe, was sich auch darin widerspiegele, dass die erste Auflage der Tournee einen finanziellen Verlust verursachte. Außerdem verriet er, dass der Hauptsponsor beinahe Calvin Klein anstatt Vans geworden wäre. Allerdings verhinderte ein schwerer Schneesturm ein Treffen zwischen Lyman und dem Geschäftsführer, wodurch ein spontanes Treffen zwischen Lyman und dem damaligen CEO Walter Schoenfeld ermöglicht wurde. Das Sponsoring stellte den Wendepunkt der Festivaltournee dar. Alleine im Jahr 2015 besuchten insgesamt 500.000 Menschen mindestens ein Konzert dieser Tour. Zwischen 2020 und 2024 fand keine Warped Tour statt, für 2025 kündigte Lyman die Rückkehr der Tour an.
Des Weiteren zeigt er sich für die Organisation weiterer Events, darunter der Taste of Chaos, dem Mayhem Festival, aber auch der Revolver Golden Gods Awards und der Erstaustragung der Alternative Press Music Awards verantwortlich. Er gründete Kevin Lyman Productions und 4Fini Incorporated.

## Haltung zur Musikszene
Kevin Lyman ist auch außerhalb der Punkszene aktiv. Er ist Mit-Organisator des Metalfestivals Mayhem Festival, welches 2015 vorläufig zum letzten Mal veranstaltet wurde. Lyman forderte, dass die Metalszene sich weiterentwickeln müsse, um in näherer Zukunft nicht die Versenkung zu geraten. Im Gegensatz zum Punk, habe sich die Metalszene nicht weiterentwickelt, sondern stagniert. In einem Interview mit dem Magazin Billboard machte er unter anderem die zunehmend egozentrisch ausgerichteten Attitüde der involvierten Musiker, sowie die kriegerische Beziehung zwischen Promotern, Musikagenten und Managern verantwortlich. Im gleichen Gespräch sagt er, dass der Metal dringend neue Headliner brauche, um nicht unterzugehen.
Dieses Problem machte er bereits in einem früheren Interview deutlich. Anhänger der Metalszene feindeten daraufhin Lyman an, worauf dieser sich später für die Missverständlichkeit entschuldigte. Lyman sagte, dass das Problem nicht auf ein einziges Festival (bezogen auf das Mayhem) beschränke, sondern die komplette Szene davon betroffen sei.

## Auszeichnungen
- Billboard Touring Awards
  - 2009: gewonnen[2]
- Grammy
  - 2011: Auszeichnung für seine Tätigkeit im Suchtpräventionsbereich[8]
- Road Warrior Awards
  - 2012: gewonnen[2]